# جوردن باين
جوردن باين (بالإنجليزية: Jordan Payne)‏ هو لاعب اتحاد الرغبي نيوزلندي، ولد في 25 مارس 1993 في أوكلاند في نيوزيلندا.

## وصلات خارجية
- جوردن باين على موقع ItsRugby.co.uk (الإنجليزية)